# Esperantohymnen
"Esperantohymnen" (esperanto: La Espero), publicerad i Unua libro i Warszawa 1887, är ursprungligen en dikt av Ludwig Zamenhof, upphovsmannen till esperanto, som ofta används som esperantorörelsens folksång. Den tonsattes 1891 av svensken Claes Adolf Adelsköld. Sedermera fick dikten en marschmelodi av belgaren Félicien Menu de Ménil. Valet mellan de två melodierna bordlades av universella kongressen 1905. Sedan dess har marschmelodin blivit den förhärskande, även antagen som officiell hymn av Civito de Esperanto år 2001. Diktens fyra första rader är belysta i glas på Esperantoplatsen i Göteborg.

## Dikten
| Esperantisk text:                | Ordagrann översättning till svenska:           | Översatt till normal svensk ordföljd:      |
| La Espero                        | Hoppet                                         | 1                                          |
| En la mondon venis nova sento,   | In i världen har kommit en ny känsla,          | En ny känsla har kommit in i världen,      |
| Tra la mondo iras forta voko;    | Genom världen går ett starkt rop;              | Genom världen går ett starkt rop;          |
| Per flugiloj de facila vento     | Med hjälp av vingar av en lätt (ej svår) vind  | Med en lätt vinds vingar                   |
| Nun de loko flugu ĝi al loko.    | Nu från ställe flyge det till ställe.          | Må det nu flyga från plats till plats.     |
| Ne al glavo sangon soifanta      | Inte till svärd blod törstande                 | Ej till blodtörstande svärd                |
| Ĝi la homan tiras familion.      | Det den mänskliga drar familjen.               | Drar det den mänskliga familjen.           |
| Al la mond' eterne militanta     | Till världen evigt krigande                    | Till den evigt krigande världen            |
| Ĝi promesas sanktan harmonion.   | Det lovar helig harmoni.                       | Lovar det helig harmoni .                  |
|                                  |                                                | 2                                          |
| Sub la sankta signo de l' espero | Under det heliga tecknet till hoppet           | Under hoppets heliga tecken                |
| Kolektiĝas pacaj batalantoj,     | Samlas fredliga stridande,                     | Samlas fredens förkämpar,                  |
| Kaj rapide kreskas la afero      | Och snabbt växer saken                         | Och snabbt växer saken                     |
| Per laboro de la esperantoj.     | Med hjälp av arbetet av dem som hoppas.        | Tack vare de hoppfullas arbete.            |
| Forte staras muroj de miljaroj   | Starkt står murar från tusenårtal              | Starka står årtusendens murar              |
| Inter la popoloj dividitaj;      | Mellan folken de delade;                       | Mellan de delade folken;                   |
| Sed dissaltos la obstinaj baroj, | Men kommer att hoppa isär de envisa stängslen, | Men de envisa hindren kommer att sprängas, |
| Per la sankta amo disbatitaj.    | Med hjälp av den heliga kärleken isärslagna.   | då de slås sönder av den heliga kärleken.  |
|                                  |                                                | 3                                          |
| Sur neŭtrala lingva fundamento,  | På en neutral språklig grund,                  | På neutral språklig grund,                 |
| Komprenante unu la alian,        | Förstående en den andra,                       | Där man förstår varandra,                  |
| La popoloj faros en konsento     | Folken kommer att göra i samförstånd           | Kommer folken i samförstånd att bilda      |
| Unu grandan rondon familian.     | En stor krets familjelig.                      | En enda stor familjekrets.                 |
| Nia diligenta kolegaro           | Vår flitiga medarbetarskara                    | Vår flitiga medarbetarskara                |
| En laboro paca ne laciĝos,       | I arbete fredligt ej kommer att tröttna,       | Kommer ej att tröttna i fredsarbetet,      |
| Ĝis la bela sonĝo de l' homaro   | Tills den vackra drömmen till mänskligheten    | Förrän mänsklighetens vackra dröm          |
| Por eterna ben' efektiviĝos.     | För evig välsignelse effektueras.              | Förverkligas, till evig välsignelse.       |